# Emmetten
Emmetten je mjesto u Švicarskoj u kantonu Nidwaldenna obali jezera Vierwaldstätter. 

## Poznati
Ovdje ulaze osobe koje su rođene i/ili su djelovale u Emmettenu.
- Res Schmid (*1958), političar i prvi švicarski F-18 pilot.

## Galerija
- Emmetten na obalama jezera Vierwaldstätter

## Vanjske poveznice
- Službena stranica